# در میان سایه‌ها
در میان سایه‌ها (به انگلیسی: Among the Shadows) فیلمی محصول سال ۲۰۱۹ و به کارگردانی تیاگو مسکیتا است. در این فیلم بازیگرانی همچون شارلوت بکت، جیانی کاپالدی، دومینیک مدنی، رینالد بیالس، بری جی مینوف، کریستوفل وردونک، اولیویه انگلبرت، پیتر ارگان، ژان میشل ووک، جان فلندرز، لیندزی لوهان و دانیال هوگو کلی ایفای نقش کرده‌اند.